# Zádiel
Zádiel (bis 1927 slowakisch „Zadiel“; ungarisch Szádelő) ist eine Gemeinde im Osten der Slowakei, mit 147 Einwohnern (Stand 31. Dezember 2024). Administrativ gehört sie zum Okres Košice-okolie, der ein Teil des Bezirks Košický kraj ist.

## Geographie

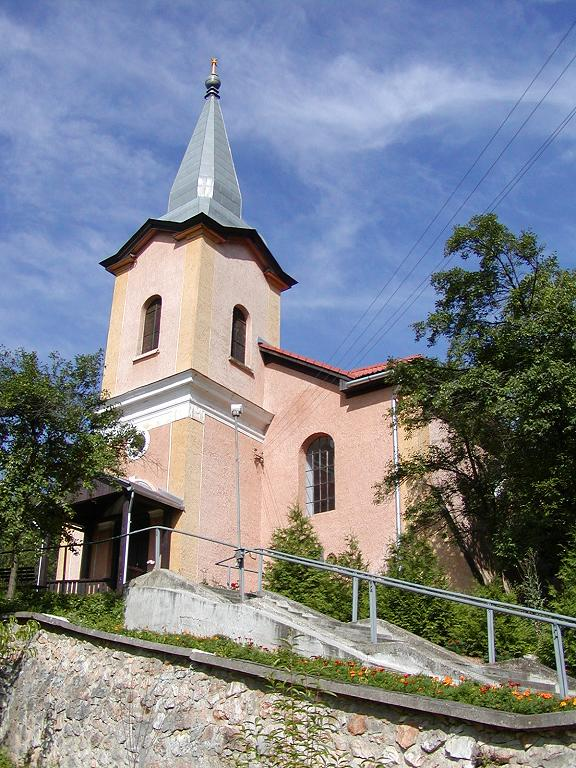
Kirche in Zádiel

Die Gemeinde liegt im Slowakischen Karst, genauer im Talkessel Turnianska kotlina, am Bach Blatnica. Nördlich des Ortes befindet sich die Zádielska tiesňava (deutsch Schlucht von Zádiel), ein Tal, das als ein Durchbruch von Blatnica durch ein Plateau des Slowakischen Karst entstand und ist an Stellen bis zu 400 Meter tief und nur 10 Meter breit. Zádiel ist 32 Kilometer von Rožňava und 41 Kilometer von Košice entfernt.

## Geschichte
Der Ort wurde zum ersten Mal 1317 erwähnt. Er gehörte zu verschiedenen örtlichen Junkern und seit dem 16. Jahrhundert zum Herrschaftsgut der Burg Turňa. 1828 hatte die Ortschaft 44 Häuser und 369 Einwohner.
Bis 1919 gehörte der im Komitat Abaúj-Torna liegende Ort zum Königreich Ungarn und kam danach zur Tschechoslowakei. 1938–45 war er auf Grund des Ersten Wiener Schiedsspruchs noch einmal Teil Ungarns. Von 1964 bis 1990 war es ein Teil der Gemeinde Zádielske Dvorníky mit den Nachbarorten Dvorníky und Včeláre, die nach der Auflösung die Gemeinde Dvorníky-Včeláre bilden.

## Bevölkerung
| Jahr                | 1994 | 2004    | 2014     | 2024    |
| ------------------- | ---- | ------- | -------- | ------- |
| Anzahl der Personen | 194  | 199     | 168      | 147     |
| Unterschied         |      | +2,57 % | −15,57 % | −12,5 % |

| Jahr                | 2023 | 2024    |
| ------------------- | ---- | ------- |
| Anzahl der Personen | 153  | 147     |
| Unterschied         |      | −3,92 % |